# Wi-Fi Direct
Wi-Fi Direct – tidligere kendt som Wi-Fi Peer-to-Peer – er en mængde software dataprotokoller som tillader Wi-Fi-enheder at kommunikere med hinanden uden basisstationer (inkl. hot spots). Wi-Fi Direct er udviklet og understøttet af Wi-Fi Alliance, industrigruppen som udviklede Wi-Fi standard suiten og som ejer "Wi-Fi" varemærket.